# ドゴ・グアテマルテコ
ドゴ・グアテマルテコ（西: Dogo Guatemalteco）は、グアテマラ原産の闘犬・番犬用の犬種である。もとはブルテリア・グアテマルテコ（Bullterrier Guatemalteco.）と呼ばれていた。グアテマラ・ケネルクラブ（Asociación Canofila Guatemalteca）が公認しているが、国際畜犬連盟の公認には至っていない。

## 歴史
20世紀初頭には存在していた、グアテマラ在来の犬種である。大きめのブルテリアと、ボクサーやダルメシアンが無作為に交雑して生まれた犬種と考えられている。ブルテリアが主要な基礎犬であったため、もとはブルテリア・グアテマルテコ（グアテマラン・ブルテリア）と呼ばれていた。20世紀後半になって、犬の容姿がdogo（マスティフやブルドッグ、ボクサーなどのモロッサータイプの犬を指すスペイン語）と呼ぶほうが適切であることから、ドゴ・グアテマルテコと名前が改められた。犬種標準は1972年に定められた。2015年現在、グアテマラ国外でも飼育されるようになっている。
ギャンブル用の闘犬やコーヒー農場などの見張り番として使われていた。闘犬が禁止されてからは番犬としてのみ使用されていて、最近ではペットとして飼育される事もある。

## 特徴
オスは体高54〜60cm、体重40〜45kg、メスは体高52〜58cm、体重35〜40kgを標準とする中型のマスティフタイプの犬である。骨太で筋肉質のがっしりとした体つきをしていて、頭部は四角く、がっしりとしており、マズルは長い。鼻は幅広で大きく、顎はよく発達している。目はアーモンド形で小さい。耳は高い位置についた垂れ耳だが、断耳が認められている。尾は高い位置についた垂れ尾だが、断尾も認められている。
コートは短く、硬く、光沢のあるスムースコートで、毛色はホワイトのみであるが、頭部に黒など各色のマーキングが入ることが望ましいとされる。
性格は勇敢で力も強いが、穏やかで通常はおとなしく、飼い主や家族に対して愛情深い。防衛本能と縄張り意識が強いため、飼育にはしっかりとしたしつけが必要不可欠である。